# Jan Knetki
Jan Knetki – pułkownik Wojska Polskiego
Absolwent Wyższej Oficerskiej Szkoły Wojsk Zmechanizowanych we Wrocławiu (1978), Akademii Sztabu Generalnego WP (1986), Międzynarodowego Kursu Oficerów Sztabowych w Holandii (1993), Akademii Dowódczo-Sztabowej Wojsk Lądowych w Camberley, Wielka Brytania (1994). Służbę wojskową pełnił na różnych stanowiskach dowódczych i sztabowych w 5 Podhalańskiej Brygadzie w Krakowie i w 5 DPanc w Gubinie.
Od 1987 r. pracownik naukowo-dydaktyczny ASG WP, a następnie Akademii Obrony Narodowej. Kierował Zakładem Studiów Zintegrowanych (1999–2001) i Zakładem Systemów Dowodzenia (2001-2002). Autor i współautor prac naukowo-badawczych i opracowań dydaktycznych z zakresu sztuki operacyjnej wojsk lądowych, dowodzenia i metodyki szkolenia operacyjno-taktycznego oraz ćwiczeń dowódczo-sztabowych ze wspomaganiem komputerowym (CPX/CAX). W 2002 roku został wyznaczony na Szefa Centrum Symulacji i Komputerowych Gier Wojennych. Posiada stopień naukowy doktora.